# Sminthea eurygaster
Sminthea eurygaster är en nässeldjursart som beskrevs av Gegenbaur 1856. Sminthea eurygaster ingår i släktet Sminthea och familjen Rhopalonematidae. Inga underarter finns listade i Catalogue of Life.